# Skeletons
Skeletons är det amerikanska hårdrockbandet Danzigs tionde studioalbum. Albumet släpptes 27 november 2015 av Glenn Danzigs eget skivbolag Evilive Records i USA. Skeletons innehåller uteslutande coverversioner av låtar från 1960-1980-talet, utvalda av Glenn Danzig.

## Låtlista
| Nr  | Titel                | Kompositör                                          | Originalartist          | Längd |
| --- | -------------------- | --------------------------------------------------- | ----------------------- | ----- |
| 1.  | Devil's Angels       | Davie Allan                                         | Dave Allan & The Arrows | 2:41  |
| 2.  | Satan                | Harley Hatcher                                      | Paul Wibier             | 4:14  |
| 3.  | Let Yourself Go      | Joy Byers                                           | Elvis Presley           | 2:57  |
| 4.  | N.I.B.               | Geezer Butler, Tony Iommi, Ozzy Osbourne, Bill Ward | Black Sabbath           | 5:04  |
| 5.  | Lord of the Thighs   | Steven Tyler                                        | Aerosmith               | 4:05  |
| 6.  | Action Woman         | Warren Kendrick                                     | The Litter              | 3:42  |
| 7.  | Rough Boy            | Billy Gibbons, Dusty Hill, Frank Beard              | ZZ Top                  | 4:43  |
| 8.  | With a Girl Like You | Reg Presley                                         | The Troggs              | 1:53  |
| 9.  | Find Somebody        | Eddie Brigati, Felix Cavaliere                      | The Young Rascals       | 3:48  |
| 10. | Crying in the Rain   | Howard Greenfield, Carole King                      | The Everly Brothers     | 2:44  |

## Musiker
- Glenn Danzig - sång, gitarr, bas, piano, trummor på spår 3, 6, 7, 8 och 10.
- Tommy Victor - gitarr, bas
- Johnny Kelly - trummor på spår 1, 2, 4, 5 och 9.